# La Matosa
La Matosa, és una partida del terme municipal de la Torre de Cabdella, dins de l'antic terme de Mont-ros, al Pallars Jussà.
Està situada al sud-sud-est del poble de Pobellà, en el contrafort septentrional del Serrat de Rascars, a ponent del Cap de la Ginebrera i a llevant del Serrat Roi.